# ريتشارد موفي داميجو
ولد موفي داميجو قرب واري بولاية الدلتا. التحق بكلية الغرب الأوسط، وواري ومدرسة القواعد الأنجليكانية وكان عضوًا في نادي الدراما. التحق بجامعة بنين لمواصلة تعليمه ودرس فنون المسرح. في عام 1997 عاد موفي داميجو إلى الجامعة لدراسة القانون في جامعة لاغوس وتخرج منها عام 2004.

## مسار مهني مسار وظيفي
بعد تخرجه من الجامعة، شارك موفي داميجو في مسلسل تلفزيوني في أواخر الثمانينيات بعنوان «تموجات» . قبل ذلك، عمل كمراسل في صحف كونكورد ومجلة مترو. كان فيلم «خارج الحدود» أول فيلم حصل على إذادة للكاتب والمنتج. في عام 2005 وفي النسخة الأولى من حفل توزيع جوائز أكاديمية الأفلام الأفريقية، فاز موفي داميجو بجائزة أفضل ممثل في دور رئيسي.

## الحياة السياسية
تم تعيين موفي داميجو كمستشار خاص للثقافة والسياحة للحاكم آنذاك إيمانويل أودواغان في عام 2008، ثم أصبح مفوض الثقافة والسياحة في ولاية دلتا بنيجيريا في عام 2009. انتهت فترة ولايته في 2015.